# 欧文·罗伯逊
欧文·罗伯逊（英語：Irvine Robertson，1882年7月10日—1956年2月26日），加拿大男子赛艇运动员。他曾代表加拿大参加1908年夏季奥林匹克运动会赛艇比赛，获得男子八人单桨有舵手铜牌。